# Гай Сулпиций Галба (консул 22 г.)
Вижте пояснителната страница за други личности с името Гай Сулпиций Галба.
Гай Сулпиций Галба (на латински: Gaius Sulpicius Galba; † 36 г.) e консул на ранната Римска империя и по-голям брат на римския император Галба.

## Биография
Произлиза от клон Галба на фамилията Сулпиции. Син е на Гай Сулпиций Галба (суфектконсул 5 пр.н.е.) и Мумия Ахаика, внучка на Катул.
През 22 г. Гай Сулпиций Галба е консул заедно с Децим Хатерий Агрипа. Светоний съобщава, че той напуска Рим след разпиляване на състоянието си и през 36 г. кандидатства за проконсулат, за да се сдобие с пари. Обаче император Тиберий му попречва. Скоро след това той се самоубива.